# 馬尼卡區
18°56′04″S 32°52′32″E / 18.93444°S 32.87556°E

馬尼卡區（葡萄牙語：Manica），是莫桑比克的行政區，位於該國中西部，由馬尼卡省負責管轄，首府設於馬尼卡，面積4,594平方公里，2007年人口213,206，人口密度每平方公里46人。